# Ntoum
Ntoum, auch Nkan genannt, ist die Hauptstadt des gabunischen Departements Komo-Mondah innerhalb der Provinz Estuaire. Mit Stand von 2013 wurde die Einwohnerzahl auf 51.954 bemessen, darin enthalten sind die Einwohnerzahlen für das Zentrum wie auch die beiden Orte Nkoltang und Bikele. Somit belegt die Stadt Platz 7 der größten Städte des Landes. Sie liegt an der Straße N1 auf einer Höhe von 508 Metern. Die Stadt ist vor allem für ihre Zementfabrik bekannt.

## Bilder

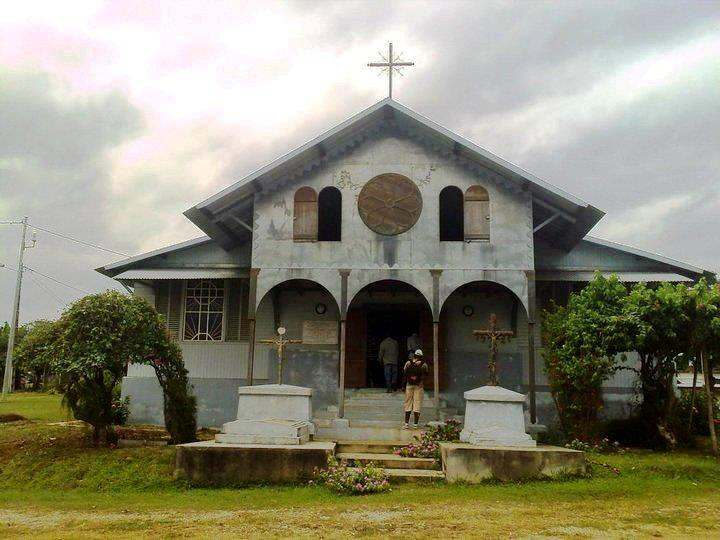
Katholische Mission
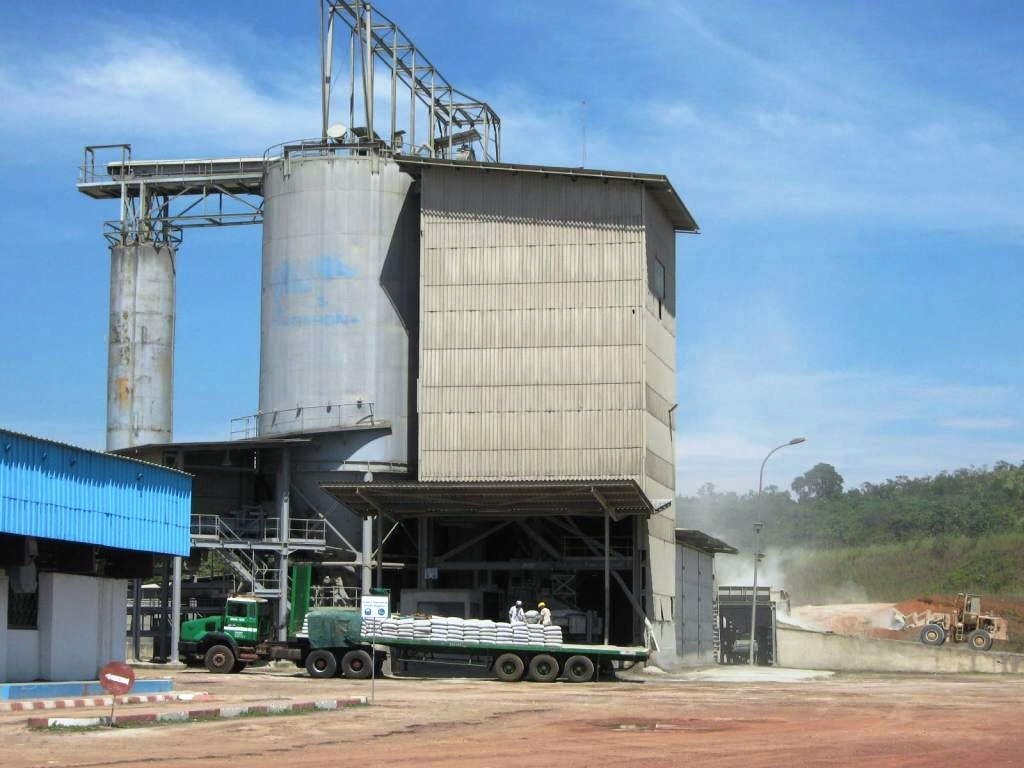
Anlage zur Gewinnung von Zementgestein
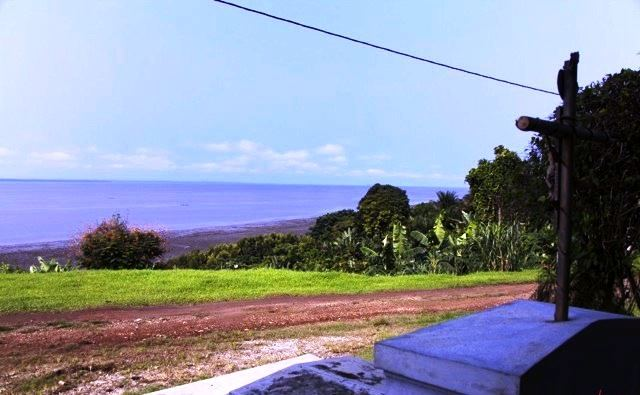
Blick über den Fluss Komo